# Uzbek Khan
Sultan Mehemmet Üz Bek (in tartaro Солтан Мөхәммәт Үз Bәк, trad. Autorevole Signore Mehmet Uz) meglio conosciuto come Uzbek Khan (1282 – 1341) è stato un Khan dell'Orda d'Oro.
Lo Stato mongolo, da lui amministrato per oltre 39 anni, raggiunse sotto la sua guida l'apice del potere politico e militare.

## Biografia
Üz Bek, figlio di Toghrilcha ed una sua concubina, era nipote di Mengu Temur; salì al trono dopo la morte del proprio zio, il Khan Tokta nel gennaio 1313. La sua decisione di introdurre l'Islam come religione di Stato portò alla ribellione dei principi sciamanici, che fu tuttavia duramente repressa. Nel lungo periodo, la religione musulmana permise al Khan di eliminare le lotte interne all'Orda e di stabilizzare sensibilmente le istituzioni politiche del regno.

## Discendenza
Ebbe 5 mogli:
- Bulughan, precedentemente sua matrigna e zia
- Kabak Khatun, figlia di Nagatai
- Taitughali, successivamente moglie di Kizir Khan e di Bazarji
- Urdudja, figlia di Isa Bek
- Bayalun Paleologa (nome adottato dopo la conversione all'islam), figlia dell'Imperatore Bizantino Andronico III

I suoi figli legittimati furono:
- con Bulughan ebbe It Küjüjük, poi moglie di Isa Bek
- con una concubina ebbe Temür Bek
- con Taitughali ebbe Tini Bek e una figlia che poi si sposo' col figlio di Kutlug Temur
- con Kabak Kathun ebbe Ganī Bek
- con Urduja o Bayalun, ebbe Kidir Bek

## L'esercito
Üz Bek costituì uno tra gli eserciti più grandi della storia, costituito da più di 300.000 soldati. Il suo sforzo militare fu finalizzato, oltre al tenere sotto stretto controllo i riottosi principati russi, alle campagne promosse in Iran nel 1319 e nel 1335 contro l'Ilkhanato. A causa della sua alleanza con l'Egitto dei Mamelucchi in tale guerra, una delle piazze del Cairo è oggi intitolata a suo nome.

## La Russia
Per quel che concerne la politica russa, Üz Bek appoggiò i Principi moscoviti - il cognato Jurij di Mosca e il successore di quest'ultimo, Ivan Kalita - contro i Principi di Tver'. Tre di questi ultimi - Mikhail Jaroslavič e i suoi figli Demetrio e Alessandro furono uccisi a Saraj per ordine dello stesso Khan. La ribellione di Tver' contro l'Orda fu soffocata nel sangue da truppe moscovite e tatare nel 1327.

## La successione
Ebbe molti figli e tra questi il maggiore, legittimato alla successione, fu Tini Bek; il suo Khanato duro' ben poco: gli successe poi il fratello minore, che lo aveva messo a morte, Ganī Bek.